# 閻江
閻江（1432年—？），字朝宗，山東青州府樂安縣人，民籍，明朝政治人物。

## 生平
成化元年（1465年）乙酉科山東鄉試第三十八名舉人。成化十七年（1481年）中式辛丑科會試第二百九十一名，二甲第二十四名進士。

## 家族
曾祖閻添錫；祖父閻文輝；父閻，母楊氏；繼母楊氏。永感下。兄阎溥。